# Lista de lugares da série Harry Potter
Esta é uma lista dos lugares da série Harry Potter, criada por J. K. Rowling.

## Academia de Magia Beauxbatons
Na série Harry Potter, a Academia de Magia de Beauxbatons  (em Francês: Académie de Magie Beauxbâtons) é uma instituição de ensino da magia situada na França, fundada há mais de 700 anos, quando começou a participar do Torneio Tribruxo. Sua diretora, durante o período das histórias da série é Olímpia Maxime (uma meio-gigante).
Suas principais características são o requinte e a sofisticação, o que já pode ser observado pelo meio de transporte que utilizaram para chegar a Hogwarts para o Torneio Tribruxo: uma carruagem voadora, do tamanho de um casarão, puxada por 12 enormes cavalos alados. Além disso, a beleza e o esplendor parece ser um traço marcante nos alunos da escola.

### O brasão
O brasão consiste em duas varinhas cruzadas com três estrelas saindo de cada uma delas.

### A campeã
A campeã para defender Beauxbatons no Torneio Tribruxo, que ocorreu em Hogwarts, foi Fleur Delacour.

### Significado do nome
Beauxbatons na tradução literal do francês significa "belos bastões". A palavra batons certamente é referência às varinhas mágicas. A expressão francesa para varinha mágica seria baguette magique, que, na língua inglesa (e no Brasil também) faria a maior parte das pessoas pensar num pão bisnaga, de modo que não ficamos surpresos por Rowling não ter usado esse termo.

### Localização
J. K. Rowling disse que Beauxbatons se encontra em algum lugar perto de Cannes no sudeste da França. Isto também explica porque os estudantes de Beauxbatons estavam com tanto frio ao chegar a Hogwarts, que fica ao norte da Escócia. Quando Hagrid e Maxime saíram na busca secreta pelos gigantes (fim do livro quatro), Hagrid diz que eles vão para o sul da França.
Está localizada num grande castelo, igual ao de Hogwarts, só que mais limpo, reluzente, e mais brilhante, o que é adequado ao estilo mediterrâneo. A comida, de acordo com a aluna Fleur Delacour, é deliciosa e mais delicada do que a servida em Hogwarts. Ao invés de armaduras, os halls de Beauxbatons são ladeados por estátuas de gelo, que brilham como diamantes durante a época de Natal. Beauxbatons não pode ser localizada (como a maioria dos prédios do mundo mágico), de modo que, os trouxas e mesmo os magos de escolas rivais, não podem encontrá-la no mapa. A escola é tão disfarçada, que ninguém pode vê-la a menos que saiba como procurar.
Beauxbatons completou o Torneio Tribruxo de 1994, representada por Fleur Delacour. Nem Fleur nem as outras meninas da escola pareceram muito impressionadas com Hogwarts. Fleur passou a maior parte do tempo fazendo comparações, onde Beauxbatons era sempre muito melhor.
No filme baseado no livro Harry Potter e o Cálice de Fogo, dá a impressão que Beauxbatons é uma escola só para meninas. Isso difere do livro: os estudantes do sexo masculino são claramente mencionados no livro quatro. Inclusive a estudante de Hogwarts, Parvati Patil, até chega a namorar um estudante de Beauxbatons.

### Uniforme e estudo
O uniforme dos alunos sugere que eles estão acostumados a um clima mais quente do que o de Hogwarts; as vestes são feitas de seda azul clara. As meninas usam vestidos com enfeites. Já os meninos usam ternos de seda.
Os estudantes seguem regras rígidas de comportamento com relação aos seus professores, o que parece que não ocorre em Hogwarts. Eles ficam de pé quando a diretora entra na sala (isso era muito comum nas escolas da Grã-Bretanha e da França; J. K. Rowling deu aulas na França). Os estudantes também parecem mais preocupados com os estudos e com a reputação de sua escola. A escola francesa segue um sistema diferente de exames também. Em Hogwarts, os exames mais importantes são feitos no quinto e no sétimo anos. Em Beauxbatons os estudantes fazem exames no sexto ano.

### Pronúncia
A pronúncia da palavra  do nome francês seria BOH-bat-ton, na adaptação do filme Dumbledore comete o erro de pronunciar boh-BAT-tons.

### Curiosidade
- Segundo Fleur Delacour, é um castelo maravilhoso, que apresenta até estátuas de gelo no salão principal.
- A escola contém garotas veelas, que hipnotizam os homens com sua beleza.

## Instituto Durmstrang
Na série Harry Potter, o Instituto Durmstrang (em Inglês: Durmstrang Institute; em Cirílico : Дурмстранг) é uma instituição de ensino da magia situada no norte da Europa, provavelmente na região da Escandinávia (Dinamarca, Noruega e Suécia), não se sabe o país exato onde o Instituto se situa, não se sabe também a data de sua fundação e Durmstrang é uma das três escolas europeias que participam do Torneio Tribruxo. Seu diretor, no período da série Harry Potter é Igor Karkaroff, que Harry descobre que foi um dos Comensais da Morte de Voldemort.
Durmstrang é conhecida por aceitar alunos de todo o continente, um exemplo é Viktor Krum, apanhador da seleção búlgara de quadribol e sua fundadora Nerida Vulchanova, também búlgara. Durmstrang não permite a entrada de nascidos trouxas, porém nem todos da Instituição concordam plenamente com essa proibição.
Tem uma reputação um tanto obscura por tem uma política que aceita certas práticas de artes das trevas, sua localização é próxima a um rio, um lago, ao mar ou algo assim, pois o meio de transporte dos alunos é um barco que também voa, mas precisa de algum lugar com muita água para atracar, sem contar que a localização do castelo deve ser em alguma montanha alta, pela descrição de Viktor Krum a Hermione Granger no quarto livro da série.

### O brasão
O brasão consiste em uma águia bicéfala amarela acima de um veado vermelho com o fundo preto no centro e verde nas laterais.

### O campeão
O campeão que defendeu Durmstrang no Torneio Tribruxo de 1994, que ocorreu em Hogwarts, foi Viktor Krum.

### Significado do nome
"Durmstrang" parece ser um erro ou brincadeira com o termo Sturm und Drang, uma expressão alemã que significa "tumulto, efervescência" derivada do nome de um movimento literário alemão do século VIII, precursor do Romantismo. "Sturm und Drang" pode ser literalmente traduzido como "tempestade e ímpeto".

### Localização
Durmstrang, como a Escola de Magia e Bruxaria de Hogwarts fica em um castelo, embora o seu castelo não seja tão grande como Hogwarts. O castelo tem apenas quatro andares de altura. Tem um terreno muito extenso e está rodeado por lagos e montanhas. Além disso, a escola é ilocalizável, como outras escolas ela prefere esconder seu paradeiro para que as outras escolas não possam roubar seus segredos. O instituto provavelmente está localizada nas regiões mais setentrionais da Noruega ou da Suécia, embora também possa ser localizadas nos estados bálticos ou em Karelia, que está localizado no oeste da Rússia, perto do mar Báltico. [5] Sua chegada a Hogwarts por Navio implica que Durmstrang está em algum lugar à beira-mar ou por algum rio ou lago principal.

### História
Durmstrang foi fundada em algum momento durante a Idade Média pela grande bruxa medieval Nerida Vulchanova, que além de fundar a escola, foi a sua  primeira diretora, logo depois de seu misterioso desaparecimento foi substituída pelo professor Harfang Munter que estabeleceu a reputação de Durmstrang de aplicar a matéria de artes das trevas como uma parte importante do seu currículo.
Foi uma das escolas fundadoras do torneio tribruxo em 1294, que envolvia também Hogwarts (Escócia) e Beauxbatons (França), e a cada cinco anos ocorria uma nova edição do torneio, até que em 1794 um Cocatrice da competição atacou os diretores dos colégios e o torneio foi suspenso, até 1994.
Gellert Grindewald entrou no Instituto Durmstrang em 1894. Embora a escola tivesse uma aceitação à pratica das Artes das Trevas, os experimentos de Grindelwald, foram considerados muito perigosos. Depois de um determinado período de tempo, mesmo Durmstrang não podia mais ignorar os atos de Grindelwald expulsando-o. No entanto, antes de ser expulso, ele cravou o cartão de visitas de sua obsessão, a marca das Reliquias da Morte em uma parede da escola, que permaneceu lá por muito tempo depois de sua derrota.

## Outras Escolas de Magia e Bruxaria
Outras escolas de magia reveladas por J.K. Rowling após a conclusão da série de livros.
- Escola de Magia e Bruxaria de Ilvermorny nos Estados Unidos[4]
- Uagadou em Uganda[4]
- Mahoutokoro no Japão[4]
- Castelobruxo no Brasil[4]
- Koldovstoretz na Rússia[5]

## Casa dos Black
A chamada "A mui antiga e nobre Casa dos Black" é um local fictício da Série Harry Potter.
A casa encontra-se no Largo Grimmauld, 12, Londres - UK e ficou famosa pois ali ocorriam as reuniões da "Ordem da Fênix".

### História
A Casa dos Black é muito antiga, habitada por Walburga e Orion Black, patriarcas da nobre e purista Família Black, e pais de Sirius Black e de Regulus Black. A casa em si apresenta uma arquitetura semelhante com a do século XIX mas está muito maltratada, as paredes estão sujas e as janelas, opacas de fuligem.
A casa é escondida do olhar dos trouxas  pelo encantamento Fidelius charm, e fica espremida entre duas residências de trouxas. São poucos os bruxos que conseguem vê-la também. A Sra. Black morreu em 1985 e desde então, ninguém mais cuidou da casa. O filho mais velho, Sirius Black herdou a mansão, mas ele estava preso em Azkaban e apenas Kreacher (no Brasil Monstro), o elfo-doméstico tomava conta das coisas. Sabemos que o pai de Sirius colocou na casa todo o tipo de segurança conhecida no mundo da magia.
Sirius doou a casa para a Ordem da Fênix, para ser usada como quartel-general. Dumbledore então colocou nela o encantamento Fidelius charm e ficou sendo, ele mesmo, o fiel do segredo.
Durante o mês de agosto de 1995, a Ordem da Fênix se reuniu lá com frequência. Foi para lá, também, que a Guarda Avançada levou Harry antes da audiência no Ministério da Magia.

### A Casa

#### Entrada Principal
Vindo da rua, há degraus de pedra bem gastos que levam a uma porta pintada de preto, desbotada e cheia de arranhões. A maçaneta da porta tem a forma de uma serpente enroscada prateada. Não há buraco de fechadura e nem caixa de correio.

#### Porão
É onde fica a cozinha, um aposento cavernoso, com paredes de pedra bruta. Possui um grande fogão e uma mesa também grande com muitas cadeiras. Pendurados no teto existem panelas e outros utensílios. Há um armário onde são guardadas as louças. Dentro do armário, que é ocupado em parte por um aquecedor antigo, há um espacinho embaixo da tubulação, onde fica o quarto de Monstro. (Onde ele esconde as coisas de família que Sirius joga fora).

#### Térreo
O hall de entrada é um cômodo grande, com papel de parede descascado e tapete puído, candeeiros a gás e um lustre coberto de teias de aranha, que, assim como os castiçais tem a forma de serpente. Uma escadaria conduz ao andar de cima. Há quadros tortos e escurecidos pelo tempo, inclusive um, de tamanho natural, que fica coberto por cortinas de veludo roídas pelas traças. É o retrato de Walburga Black, que, quando perturbado grita e xinga de forma pavorosa e faz com que os outros retratos também gritem. Também há, nesse comodo, um porta guarda-chuvas feito com uma perna de trasgo.
No térreo também fica a sala de jantar, onde há um armário que estava cheio de aranhas do tamanho de pires. A porcelana com o brasão e o lema dos Black, Sirius atirou no lixo, assim como fotos em molduras de prata.

#### Escadaria
As escadas que levam ao primeiro andar, são enfeitadas por cabeças de elfos-domésticos encolhidas e montadas sobre placas, na parede lateral.

#### Parte de cima
Não se sabe ao certo o número de andares que a casa possui, mas devem ser pelo menos quatro ou cinco.
No primeiro andar fica a sala de visitas; o quarto de Hermione e Gina. No segundo, o quarto escuro e de teto alto onde dormem Harry e Rony, com um armário e o retrato de Fineus Nigellus Black na parede, e também o quarto que outrora pertencera a Sirius Black, e ainda o antigo quarto de Régulo Black também conhecido como R.A.B. (Dumbledore usa o retrato de Fineus Nigellus que fica nesse quarto, como uma ligação entre Hogwarts onde ele foi Diretor e a Ordem). No terceiro andar, diretamente acima deles, dormem Fred e Jorge. Bicuço ficava no quarto do andar de cima, que pertenceu à Sra. Black. Num banheiro do segundo andar havia um velho vampiro homicida.

#### Sala de visitas
As cortinas estavam infestadas de fadas mordentes e dentro da escrivaninha havia um bicho papão. Um ninho de pufosos mortos estava debaixo do sofá. Havia cristaleiras de vidros sujos cheias de objetos sinistros e coisas ligadas à magia negra, que não queriam sair de jeito algum das prateleiras. É nesta sala que está uma antiga tapeçaria, aonde encontra-se a árvore genealógica dos Black. Ela está numa tapeçaria imensamente velha e desbotada mas, foi bordada com fio de ouro que ainda brilha e mostra as raízes da família remontando à Idade Média.
Nela também se encontram, apenas os sangues-puros, já que Walburga Black fazia questão de apagar (deixando um buraco, como se queimado por cigarro) da tapeçaria os membros da família que se casassem com sangues-ruins.
Nesta tapeçaria podemos perceber também que as relações entre os Black e os Malfoy são estreitas, uma vez que para continuarem a ser "puros", é comum que primos casem entre si, de modo que Sirius vem a ser parente dos Malfoy. Também estão lá Regulus Black irmão de Sirius que foi morto por Voldemort,  Bellatrix Black Lestrange e outros. Sirius foi queimado, assim como os Weasleys e Andromeda (mãe de Ninfadora Tonks).

### O Novo Dono
Quando Sirius morreu, em junho de 1996, foi descoberto, uma semana depois que a casa, o elfo-doméstico Kreacher e todas as suas posses foram herdados por Harry Potter, conforme testamento de Sirius.
Na realidade a herdeira natural seria a assassina de Sirius, sua prima Bellatrix Lestrange, por quem Kreacher (Monstro) tem verdadeira adoração.
A Ordem da Fênix se retirou da casa até descobrir se alguém que não fosse Black poderia herdar o imóvel. Dumbledore então, disse a Harry que a casa seria dele, se Monstro aceitasse uma ordem dada por ele. Harry ordenou que ele ficasse quieto, e sua ordem foi acatada. Logo, Harry era o novo dono da Casa dos Black.

## Diagon Alley
'Diagon Alley ou nas edições recentes Diagon-Al (Portugal) ou Beco Diagonal (Brasil) é um local fictício, no universo dos livros e filmes da série de Harry Potter. O Beco é o lugar onde os bruxos vão para fazer suas compras, que incluem "caldeirões de todos os tamanhos", até animais de estimação, como ratos, corujas e sapos. O Caldeirão Furado, bar que serve de entrada para o Beco, fica na rua Charing Cross, em Londres. Harry conhece o Beco antes de ir para Hogwarts, quando Hagrid o leva lá.

### Lojas e outros estabelecimentos

#### Caldeirão Furado /Caldeirão Escoante
O Caldeirão Furado é um bar e hospedaria localizado em Londres. É um lugar famoso por esconder a passagem para o Beco Diagonal. É um barzinho sujo e malcheiroso.
Em Harry Potter e a Pedra Filosofal, Harry tem a impressão de que só ele e Hagrid veem o bar, mas isso é por causa de um feitiço antitrouxa que faz com que eles enxerguem um barzinho caindo aos pedaços ao invés do Caldeirão Furado. Em Harry Potter e o Prisioneiro de Azkaban, Harry hospedou-se no bar por uns dias, depois de ter fugido da casa dos tios por fazer com que sua tia Guida inflasse como um balão.

#### Madame Malkin - Roupas para todas as ocasiões
Vende roupas bruxas, como vestes de gala e o uniforme dos alunos de Hogwarts. Quando Harry entra pela primeira vez na loja a primeira pessoa que encontra é Draco Malfoy, que mais tarde será um de seus piores inimigos.

#### Olivaras /Olivanders
Famosa fabricante de varinhas, loja que Harry comprou sua varinha. Uma varinha rara que contém uma pena da fênix (que por coincidência é da fênix de Dumbledore, Fawkes) e essa fênix só deu mais uma pena, que acabou indo para a varinha de Lord Voldemort. A loja está aberta desde 382 a.C.. O dono, Olivaras, desaparece no sexto livro e a loja é fechada.

#### Artigos de Qualidade para Quadribol
Revendedora de produtos para o Quadribol, esporte mais popular entre os bruxos. Foi lá que Harry viu pela primeira vez a Nimbus 2000 e a Firebolt, que viriam a ser suas um tempo depois.

#### Floreios e Borrões /Borrões e Floreados
É a livraria onde Harry e seus amigos compram os livros de Hogwarts. Em Harry Potter e o Prisioneiro de Azkaban, o dono da livraria quase pira quando recebe uma grande encomenda de O livro monstruoso dos monstros. Esses livros tem o péssimo hábito de morder quem os tentar abrir sem fazer carinho.

#### Empório das Corujas
Loja de corujas-correio. Foi lá que Harry ganhou a Edwiges de Hagrid aos 11 anos, como presente de aniversário.

#### Sorveteria Florean Fortescue
Florean Fortescue é o dono. Florean desapareceu no sexto livro, então ela fechou. Harry fazia lições de casa lá, com ajuda do próprio Florean, em Prisioneiro de Azkaban. Harry sempre ganhava sundae de graça, quando ia fazer as lições.

#### Farmácia Mullpeppers
É uma farmácia com várias ingredientes de poções diferentes, como cascas de besouros, fígado de dragão, espinha de peixe-leão, essência de beladona etc.

#### Loja de caldeirões
Ostenta a placa "Caldeirões - Todos os Tamanhos: Cobre, Latão, Estanho, Prata, Ouro - Automexediço - Dobrável"

#### Gemialidades Weasley /Magias Mirabolantes dos Weasleys
Loja criada pelos Gêmeos Weasley para vender os seus maravilhosos "produtos". Ela foi construída com o dinheiro que Harry doou para eles quando ganhou o Torneio Tribruxo. Lá vende-se artigos para os alunos bagunceiros (como os gêmeos) como o Kit Mata-aula. As informações sobre os produtos de travessura criados pelos gêmeos aparecem em "O Cálice de Fogo".

## Estação de King's Cross
É uma estação de trem que fica em Londres. É lá que a plataforma 9 3/4 fica. Essa plataforma está em uma coluna que divide as plataformas 9 e 10 da estação. Ao se atravessar a barreira consegue-se ir para o trem que leva os alunos para Hogwarts.

## Floresta Proibida
A Floresta Proibida (ou Floresta Negra em Portugal) é a floresta densa que fica nos terrenos de Hogwarts, é mais uma das formas de proteger a escola. É proibida para os alunos devido aos animais e criaturas perigosos para os estudantes sendo permitida a entrada apenas quando acompanhados de professores nas aulas de Trato das Criaturas Mágicas e cumprindo detenções. Úmida, densa, escura e aterradora, a floresta da propriedade é o esconderijo de criaturas e espécies curiosas, algumas nenhum pouco amistosas. É o território de centauros, unicórnios, testrálios, lobisomens, assim como as outras criaturas noturnas. Suas árvores são grandes e antigas, algumas de troncos musgosos e retorcidos, outras largas e nodosas, outras delgadas e compridas. Suas copas densas bloqueiam a luz da Lua com tamanha eficiência, que em certos pontos é totalmente impossível se enxergar a um palmo na frente do nariz.  O farfalhar da folhagem parece sussurrar uma cantilena maldosa, outras vezes parece um rumorejar indiferente, apenas o diálogo entre o vai-e-vem dos galhos e o som do vento se deslocando, suave, interrompido pelo barulho de água correndo de algum riacho por perto. Esse falso silêncio é maculado muitas vezes pelos passos das criaturas, que fazem o chão coberto de folhas e galhos secos estalarem, ou pelo piar das corujas que habitam a região. Em diversos pontos a trilha se bifurca, é preciso conhecer a região para não se perder e sobreviver aos perigos que a mata guarda, mesmo quando ali se aventura durante o dia.

### Habitantes
- Centauros - Um rebanho de pelo menos cinquenta, incluindo Bane, Magorian, Ronan e Firenze, que foi banido(HP5).
- Lobisomens, de acordo com Draco Malfoy e Argus Filch, mas é difícil de acreditar porque na maior parte do tempo os lobisomens vivem como seres humanos normais.
- Uma colônia de acromântulas, descendentes de Aragog, ex-animal de estimação de Hagrid.
- Trasgos, de acordo com Tom Riddle.
- Unicórnios. No primeiro livro, Voldemort estava atacando e bebendo o sangue de unicórnios. Durante o quinto livro, a professora Grubbly-Plank utiliza tanto um unicórnio adulto quanto um bebê de pelagem dourada em aulas.
- Testrálios, um bando estimado entre cem animais que vivem na floresta, onde foram domesticados por Hagrid.
- Tronquilhos, vivem e guardam as árvores. Têm no máximo vinte centímetros, é pacífico e tranquilo, mas ataca quem ameaçar sua casa. Foi utilizado em uma aula pela professora Grubbly-Plank.
- Grope, o pequeno gigante meio-irmão de Hagrid que viveu na floresta no livro cinco. Depois, Dumbledore deu um jeito de mudá-lo para as montanhas onde passaria a viver mais feliz.
- Hipogrifos, seres metade pássaro, metade cavalo. A exemplo em que Harry voou no seu terceiro ano, em "Harry Potter e o Prisioneiro de Azkaban".

Dentre as várias espécies de plantas, existem faias, carvalhos, pinheiros, e plátanos. No chão, crescem urtigas e plantas com espinhos. Embora a floresta seja densa e selvagem, há algumas clareiras e trilhas, a maior parte delas feita por Hagrid.

### Na História
No primeiro livro, Harry vai até a Floresta Proibida, acompanhado de Neville Longbottom, Hermione Granger, Hagrid e Draco Malfoy, cumprindo uma detenção dada pela Professora McGonagall, como punição aos alunos por estarem na Torre de Astronomia à noite. Na floresta, Harry tem seu primeiro encontro com Lord Voldemort.
No segundo livro, Harry e Rony Weasley vão até a floresta seguindo aranhas, segundo ordens de Hagrid, a fim de encontrar o responsável pelas misteriosas petrificações ocorridas em Hogwarts. Na ocasião, os garotos conhecem a acromântula Aragogue e encontram o já destruído carro voador do Sr. Weasley.
No quarto livro, a primeira tarefa do Torneio Tribruxo ocorreu numa arena construída na Floresta Proibida.
No quinto livro, Hagrid esconde seu irmão gigante Grope na floresta, e, em uma das visitas ao gigante, Harry, Hermione e Hagrid quase são atacados pelos Centauros. Na noite da batalha do Departamento de Mistérios, Hermione leva Dolores Umbridge para a floresta para que ela, Harry, Rony, Neville Longbottom, Gina Weasley e Luna Lovegood possam ir ao Ministério da Magia salvar Sirius Black. Umbridge insulta os centauros e é atacada. Harry e Hermione também são ameaçados, mas o gigante Grope os salva.
No último livro, após a Batalha de Hogwarts, Harry vai até a floresta, onde estavam os comensais da morte, para enfrentar Voldemort.

## Godric's Hollow
Godric's Hollow é o nome do vilarejo trouxa fictício onde os pais de Harry tentam se esconder de Lord Voldemort. Local envolto em mistério, Godric´s Hollow aparece como o cenário de um acontecimento fulcral na saga literária de Harry Potter.

### O começo

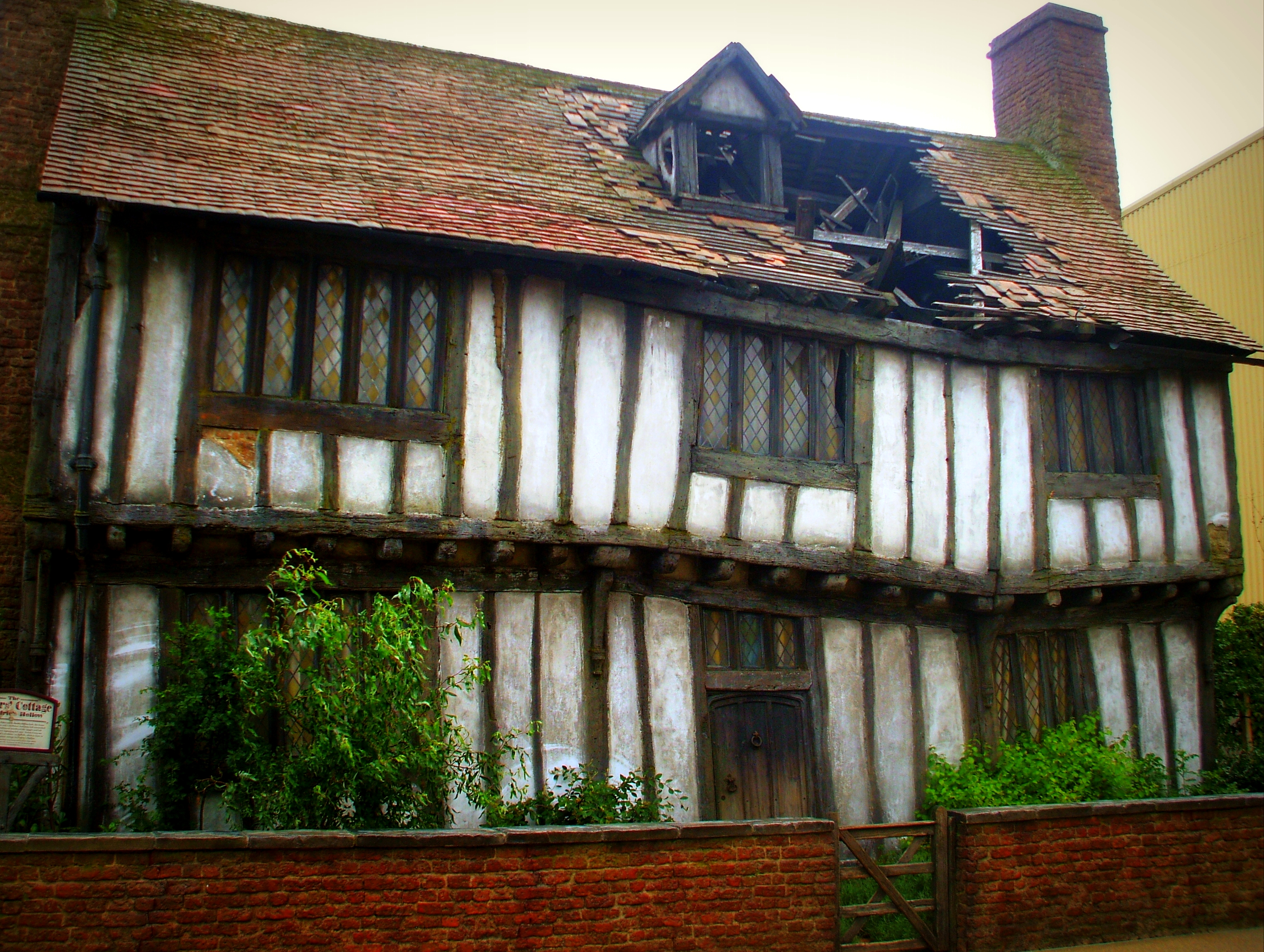
A casa em que Lílian e Tiago Potter tentaram se esconder de Voldemort, em Godric's Hollow

Em Hogsmeade, no bar Cabeça de Javali, o Professor Dumbledore ouvia a profecia de Sibila Trelawney (como explicado no livro Harry Potter e a Ordem da Fênix). No mesmo momento, Severus Snape também ouvia e corria para contar para Voldemort. De acordo com a parte sabida da profecia, ele poderia escolher entre dois meninos para ser sua nêmesis. Curiosamente ele escolheu Harry, filho de uma sangue ruim contradizendo o seu credo de que somente os puro-sangue são bruxos qualificados que viria  a ser a opção de Neville Longbottom.
Sabendo que seu filho bebê corria perigo mortal, Tiago e Lílian Potter precisavam de um lugar seguro para se esconder do Lord das Trevas. Em outubro de 1981 eles se esconderam na vila chamada Godric´s Hollow, envoltos pela magia Feitiço Fidelius. Para Fiel do segredo foi escolhido Pedro Pettigrew, que ninguém sabia, era seguidor de Voldemort. A escolha desse antigo colega de Hogwarts trouxe até eles, o Lord das Trevas e incriminou Sirius Black. Todos acharam que Sirius era o fiel do segredo e tinha entregado os amigos, portanto ele foi preso e levado para Azkaban. E Pettigrew, solto, continuou sempre esperando seu mentor.
Quando Voldemort chegou à casa dos Potter para matá-los, ainda ofereceu à Lílian a chance de fugir e se salvar, mas ela preferiu se sacrificar pelo filho, o que conferiu a Harry uma proteção que o Lord das Trevas não pôde superar.
Após matar Lílian Evans com um Avada Kedavra, uma maldição imperdoável ele conferiu, sem saber, uma proteção de sacrifício da mãe para com o seu filho, tornando-o imune ao ataque seguinte desferido pelo Lord das Trevas contra o garoto. Estando protegido a única sequela foi uma cicatriz em formato de raio na testa, proveniente do feitiço. Voldemort, no entanto, foi reduzido a um espectro incorpóreo, que, por muitos anos, vagou sem rumo, reaparecendo dez anos depois.

### O Lugar
Godric's Hollow se refere a um dos fundadores de Hogwarts, Godric Gryffindor, responsável pela casa Grifinória.
Godric's Hollow é aonde nasceu Godric Gryffindor e outras famílias bruxas. Antes de serem mortos por Voldemort, Thiago e Lílian viviam como trouxas num chalé de dois andares, nesse local. A localização da vila parece ser em Gales, porque Hagrid comenta com Dumbledore no primeiro livro, que o bebê (Harry) dormiu quando voavam sobre Bristol antes de chegar na Rua dos Alfeneiros que fica em Surrey. Além disso é o local para onde Harry decide ir no meio do livro Harry Potter e as Relíquias da Morte. O garoto acredita que voltar ao local onde tudo começou poderá lhe dar pistas novas sobre os Horcruxes e também quer conhecer o lugar onde seus pais foram mortos.
Bowman Wright, o criador do pomo de ouro (bola usada no jogo de quadribol), viveu em Godric's Hollow por volta da metade do ano 1300.

## Hogsmeade
Vilarejo Hogsmeade, ou simplesmente Hogsmeade é o único estabelecimento na Grã-Bretanha habitado unicamente por seres mágicos, e está localizada a noroeste da Escola de Magia e Bruxaria de Hogwarts. Criada por J. K. Rowling para a série Harry Potter, têm pequenas casas e lojas. É ligada a Hogwarts apenas por uma estrada, e separada pelo lago, e é onde tem a estação de trem na qual os alunos chegam. Os estudantes também podem visitar a vila em dias marcados, com permissão de seus encarregados de educação.
A vila foi fundada mais ou menos junto com Hogwarts, pelo bruxo Hengist de Woodcroft, que fugia da perseguição dos trouxas. A vila serviu como quartel-general dos bruxos contra a Rebelião dos Duendes em 1612. Talvez seja por isso que existam tantas passagens secretas entre a vila e a escola, encontradas pelos Marotos.

### Cabeça de Javali
Dono: Aberforth Dumbledore
Uma pequena taberna, numa rua lateral da rua principal. Atrai um tipo de clientela pior do que o Três Vassouras. O bar consiste num pequeno salão, que cheira fortemente a algo que lembra cabras. Os alunos de Hogwarts não são proibidos de entrar e é recomendado trazer os próprios copos.
Foi neste local que Hagrid ganhou um ovo de dragão de um estranho homem num jogo de cartas. É lá que foi criada a AD, Armada de Dumbledore, um grande treinamento em que Harry Potter ensina, na prática, os membros a se protegerem de quem se utiliza da arte das trevas. Foi proposta por Hermione Jean Granger, para a eventualidade dos membros da armada encontrarem Voldemort ou os seus seguidores, os Comensais da Morte.

### Café Madame Puddifoot
Dona: Madame Pudiffot
Uma pequena loja, situada numa rua lateral da rua principal. Com pequenas mesas circulares, ela tem uma decoração bastante aconchegante. Por isso, é frequentada por casais de alunos de Hogwarts. Possui uma decoração especial no Dia dos Namorados, incluindo pequenos cupidos dourados que jogam confetes rosa.
Por razões desconhecidas, o café de Madame Puddifoot atrai os casais. Harry Potter e Cho Chang saíram juntos para o café pela primeira (e última) vez. A decoração do Dia dos Namorados lembrou Harry do escritório da professora Dolores Umbridge. Naquele momento, Harry e Cho brigam, pois ela queria falar sobre Cedric Diggory e Harry não. Depois do encontro, Harry sai muito confuso.

### Casa dos Gritos (Brasil)/Cabana dos Gritos (Portugal)
Considerada a casa mais mal-assombrada da Grã-Bretanha, até os fantasmas de Hogwarts a evitam, porque dizem que lá é o lar de uma estranha figura. Atualmente, se sabe que a casa servia como asilo para o lobisomem Remus Lupin ficar nas noites de lua cheia, quando estudava em Hogwarts. Existia um túnel entre o Salgueiro Lutador, nos jardins da escola, e a Casa dos Gritos.
Quando Lupin se transformava, obviamente, ele gritava e produzia barulhos estranhos, além dos barulhos provocados pelos seus amigos, então as pessoas que moravam por perto pensavam (e ainda pensam) que a casa era mal assombrada; os Marotos não tiveram objeções a essa fama da casa porque assim as pessoas se mantinham afastadas, principalmente
em noites de lua cheia.

### Correio de Hogsmeade
Tem mais de 500 corujas, de todos os tamanhos, esperando para carregar mensagens. De cores e tamanhos variados, algumas só fazem entregas locais. As aves ficam sentadas em poleiros e têm códigos de cores diferentes, de acordo com a urgência ou o destino da mensagem.

### Dedos de Mel (Brasil)/Doces dos Duques (Portugal)
Dono: Ambrosius Flume e sua esposa
Doceria na qual, além de venderem uma variedade enorme de doces, ainda produzem muitos destes, além de enormes barras de chocolate. No depósito da loja, encontra-se uma passagem secreta que leva até Hogwarts. Suspeita-se que nem os donos do estabelecimento tenham conhecimento da passagem secreta, já utilizada por Harry em uma de suas aventuras. Há doces de todos os tipos, para bruxos e bruxas, e até para vampiros (pirulitos com gosto de sangue). É conhecida como a maior lojas de doces da Grã-Bretanha.
Os doces conhecidos da Dedosdemel incluem varinhas de alcaçuz, sapos de chocolate, sapos de creme de menta, bombons explosivos, Blacial flocos de neve, delícias gasosas, penas de algodão doce, Madame borboleta, Feijõezinhos de todos os sabores, tabletes de nugá, caramelos cor de mel, vários tipos de bombons, quadrados cor-de-rosa de sorvete de coco, chicles de baba e bola, fio dental de menta, diabinhos negros de pimenta e ratinhos de sorvete.

### Dervixes e Bangue
Loja de instrumentos mágicos e artigos sortidos, que vendem produtos como bisbiloscópios. Está localizada no final do povoado, próximo à montanha em que Sirius Black se escondeu quando voltou à Grã-Bretanha.

### Estação de trem
Situada perto de Hogsmeade, ela é a parada final do trem que sai de Londres, na Plataforma Nove e Três Quartos em King's Cross. É nesta estação que os alunos de Hogwarts chegam. Os alunos do primeiro ano vão até o castelo da escola de barco, enquanto o resto dos alunos vai por carruagens puxadas por testrálios invisíveis às pessoas que nunca presenciaram a morte.
Para chegar na estação de trem é preciso atravessar uma barreira mágica entre a plataforma 9 e 10.

### Loja de Penas Escribas
Localizada na Rua Principal. Foi onde Hermione Granger comprou uma pena de faisão dourada e preta de escrever. Lá se encontra uma enorme variedade de penas, de todas as cores, tipos e tamanhos. É uma pequena loja e as vitrines mostram as mais belas e caras penas que estão à venda no lugar.

### Trapobelo Moda Mágica
Loja de roupas bruxas, que também tem filiais no Beco Diagonal, em Londres e em Paris. Vendem todos os tipos de roupas, incluindo estranhas meias.

### Três Vassouras
Dona: Madame Rosmerta
Ponto de encontro para beber cerveja amanteigada, embora sirva também água de gilly, rum de groselha, abóbora espumante e o velho uísque de fogo. Foi ali que Harry escutou a história de Sirius Black, que depois provou-se estar errada. Possui mesas, cadeiras e um grande espelho sobre o bar. E ainda tem uma pequena sala de reuniões no segundo andar, onde professores de Hogwarts e membros do Ministério se encontram. É também responsável pelo melhor hidromel envelhecido em barris de carvalho.

### Zonko’s
Um dos lugares preferidos dos alunos de Hogwarts em Hogsmeade. Vendem todos os tipos de travessuras, como bomba de bosta, sabão de ovas de sapo, Snap Explosivo, soluços doces e xícaras que mordem nariz. Foi fechada em 1996. Os irmãos Fred e Jorge Weasley abriram uma franquia da loja denominada Gemialidades Weasley no local, após o fechamento da Zonko's.

## Hospital St. Mungus para Doenças e Acidentes Mágicos
Hospital de São Mungo de Doenças e Lesões Mágicas (português europeu) ou Hospital St. Mungus para Doenças e Acidentes Mágicos (português brasileiro) é um hospital mágico fictício localizado em Londres, na Inglaterra. Foi fundado pelo famoso curandeiro Mungo Bonham por volta de 1600.
A população bruxa da Grã Bretanha que apresenta problemas de saúde é levada ao Hospital. Alunos de Hogwarts só vão ao Hospital quando o problema é muito grave e Madame Pomfrey, a curandeira da Ala Hospitalar da escola, não consegue resolver.

### Entrada do hospital
Pode-se adentrar as instalações pela janela de uma loja abandonada chamada de Purga e Sonda Ltda (Purge and Dowse, Ltd em Portugal). Sua vitrine consiste em alguns destroços de manequins com perucas tortas e roupas antigas. A janela age como um portal mágico para o seu interior, que tem a aparência de um hospital.

### Curandeiros
Curandeiro é uma profissão fictícia da série Harry Potter, são profissionais mágicos que trabalham nos centros de saúde, como o Hospital Saint Mungus e a ala hospitalar da Escola de Magia e Bruxaria de Hogwarts, tratando e curando os mais diversos tipos de ferimentos e doenças causados por magia.
Dilys Derwent foi uma Curandeira do Saint Mungus de 1722 a 1741. Depois, se tornou diretora da Escola de Magia e Bruxaria de Hogwarts, de 1741 a 1768. De acordo com os panfletos distríbuidos na Orientação Vocacional, é necessário pelo menos um "Excelente" nos N.O.M.s de Poções, Herbologia, Transfiguração, Feitiços e Defesa Contra a Arte das Trevas.

### Estrutura
Ao atravessar a vitrine da loja a pessoa se vê dentro de uma recepção tumultuada, com bruxos sentados em bancos de madeira por todos os lados. Atrás da mesa da recepção, uma bruxa dá informações, e, atrás da bruxa, na parede, um cartaz que mostra onde exatamente o bruxo deve ir de acordo com o seu problema.
Assim como no Ministério da Magia, o Hospital St. Mungus é dividido por andares, sendo que cada andar é especializado em uma coisa diferente. O cartaz atrás da bruxa da recepção indica os andares e suas especializações. Um cartaz na recepção tem as indicações:
- Acidentes com artefatos - Térreo - Explosão de caldeirões, tiro pela culatra da varinha, batidas de vassoura, etc.
- Primeiro andar - Ferimentos induzidos por criaturas: Mordidas, picadas, queimaduras, espinhos enfiados, etc.
- Segundo andar - Acidentes mágicos: 'Doenças contagiosas, catapora e. g. de dragão, doença do desaparecimento, etc.
- Terceiro andar - Envenenamento por poções ou plantas: Erupções na pele, regurgitação, descontrole 2, etc.
- Quarto andar - Danos por magia: Azarações problemáticas, feitiços, aplicação incorreta de encantos, etc.
- Quinto andar - Salão de chá para os visitantes/shopping do hospital

No final do cartaz tem a seguinte observação: "Se você não tem certeza aonde ir, possui incapacidade de conversar normalmente ou não consegue se lembrar porque está aqui, nossa recepção vai ter o prazer de ajudá-lo".

## Lago de Hogwarts
Lago pertencente aos terrenos de Hogwarts. Vivem nele sereianos, lulas e outros Seres Mágicos.
Foi o cenário da 2ª prova do Torneio Tribruxo, que foi contado tanto no livro quanto no filme da série, ao qual deviam encontrar e libertar em 1 hora seus maiores tesouros. Harry Potter deveria resgatar Rony Weasley, seu melhor amigo; Cedrico Diggory resgataria Cho Chang, sua Namorada; Victor Krum salvaria Hermione Granger, por quem se "afeiçoou" e Fleur Delacour ficaria encarregada de salvar a irmã mais nova, Gabrielle Delacour. Fleur desiste, e Harry cumpre a sua tarefa, ficando assim em 2ºlugar, por sua nobre atitude mesmo chegando em último. Digorry ficou em 1º lugar, Harry em 2º, Krum em 3º e Dellacour em 4º.

## Ministério da Magia Britânico
O Ministério da Magia é uma instituição política fictícia, existente nas histórias da série Harry Potter, de J.K. Rowling. Localizado em Londres, Inglaterra, é nele que são definidas as leis para a manutenção da ordem no mundo bruxo  na Grã-Bretanha e do equilíbrio nas relações políticas com os trouxas. O Ministério é primeiramente mencionado em Harry Potter e a Pedra Filosofal, e a instituição de fato aparece pela primeira vez em Harry Potter e a Ordem da Fênix. Ao longo dos sete livros, vemos o ministro e seus funcionários atuarem durante a ascensão de Voldemort, majoritariamente tentando esconder as evidências do retorno do Lord das Trevas e, às vezes, agindo de forma corrupta.

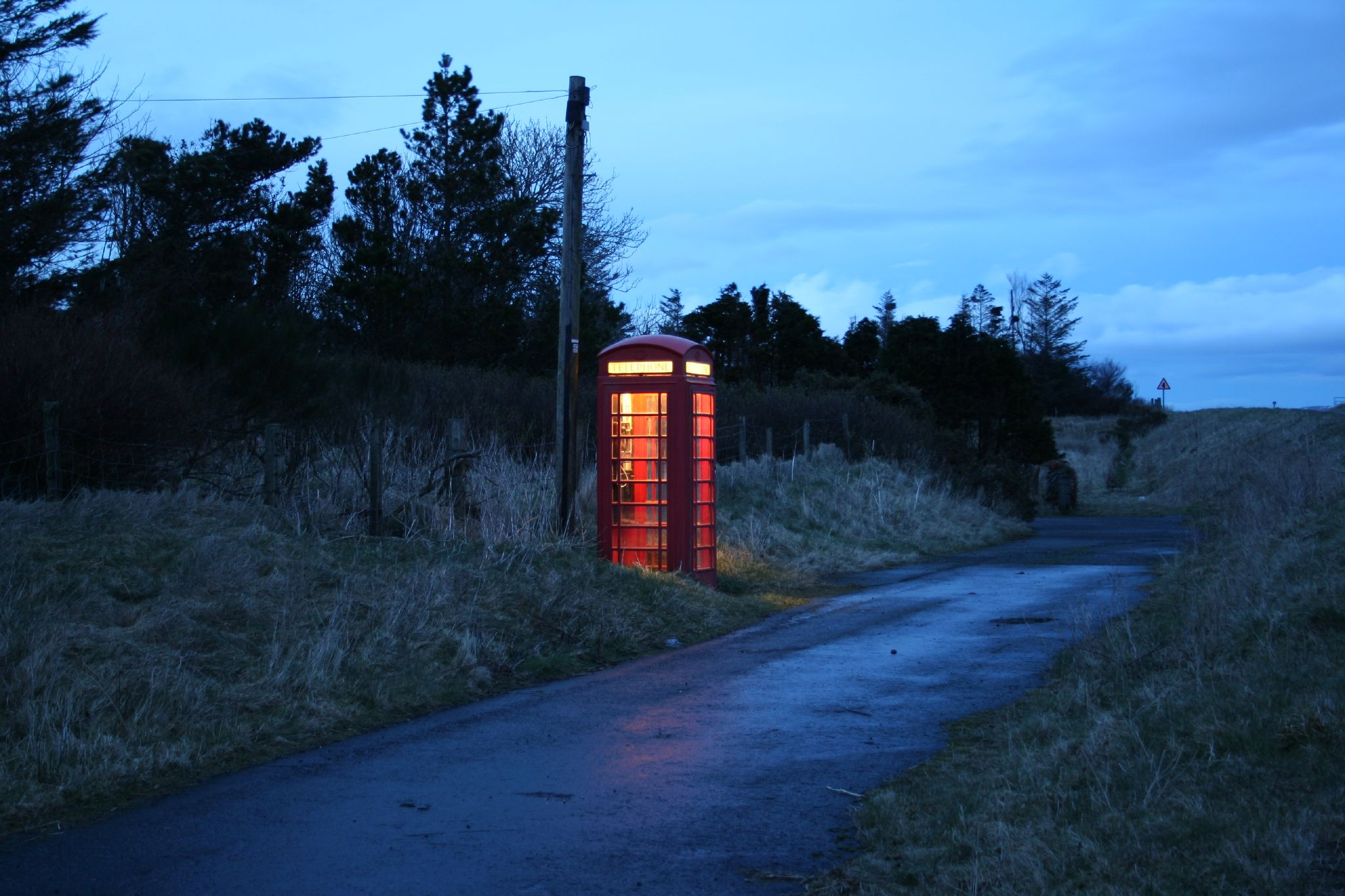
Cabine Telefonica

Entre os seus funcionários incluem-se, Cornelius Fudge, Arthur Weasley, Ninfadora Tonks, Lucio Malfoy.

### Antes do Ministério
Havia o Conselho dos Bruxos e o chefe do Conselho era Barberus Bragge em 1269. No século XIV o chefe era Burdock Muldoon. Depois dele Elfrida Clagg (nas cartas dos bruxos famosos consta que ela chefiou o conselho durante os anos 1662), tomou posse como chefe do Conselho e ficou na história pelas decisões importantes que tomou com relação à proteção do Pomorim Dourado (pássaro que era usado no lugar do Pomo de Ouro no jogo de Quadribol), proibindo sua caça e seu uso no jogo. Por muito tempo o Conselho discutiu quem deveria participar do governo da comunidade mágica, assim decidiram que todos os que andassem com duas pernas seriam seres e não bestas, então poderiam participar do grande conselho para decidir sobre as leis (assim trolls, pixies e outros causaram uma grande confusão).
No final do ano 1691 a perseguição aos bruxos estava  se tornando insuportável, de modo que resolveram remover o mundo mágico de todo e qualquer contato com o mundo dos trouxas. Nessa altura a Confederação Internacional dos Bruxos, que englobava as várias nações, conselhos e ministérios se reuniu para discutir a questão.
Em 1692  foi aprovado o Estatuto Internacional do Sigilo. Todos os países se submetem a esse estatuto que talvez seja a lei mais importante no mundo mágico. A Confederação existe até hoje e ainda mantém o Estatuto do Sigilo sob estrita vigilância.
O Ministério da Magia chefiado pelo Ministro da Magia só se formou em algum momento dos anos 1600.
O Ministério estava envolvido na criação do Estatuto do Sigilo e mantém a responsabilidade de fazer valer o Estatuto. Por isso o departamento de Execução das Leis da Magia monitora qualquer magia que possa ser vista pelos trouxas.

### Intervenções do Ministério em Hogwarts
Muitas foram as intervenções do próprio ministério em Hogwarts. Em Harry Potter e a Ordem da Fênix, o ministério intervem na escola colocando Dolores Umbridge como alta-inquisidora, causando muitos transtornos entre funcionários e alunos. Ela assumiu o cargo depois da saída de Dumbledore com a acusação de que ele e a Armada de Dumbledore estavam planejando uma invasão ao Ministério da Magia. Logo após da batalha no Ministério, o ministro Cornelio Fudge recoloca Alvo Dumbledore de volta à direção de Hogwarts
Após o Ministério cair em Harry Potter e as Relíquias da Morte, Pius Thicknesse coloca Severo Snape como diretor de Hogwarts causando assim uma nova era na escola.

### Ministros da Magia
| Ministro              | Período    | Notas |
| --------------------- | ---------- | --- |
| Úlico Gamp            | 1707-1718  | Primeiro Ministro da Magia, antes presidente do Wizengamot, Gamp teve o penoso trabalho de gerir uma comunidade turbulenta e apavorada, ainda se ajustando à imposição do Estatuto Internacional de Sigilo. Seu maior legado foi fundar o Departamento de Execução das Leis da Magia. Durante o seu governo, ocorria no mundo trouxa a Guerra de Sucessão Espanhola. |
| Dâmocles Rowle        | 1718–1726  | Rowle foi eleito com a plataforma de ser "duro com os trouxas". Censurado pela Confederação Internacional de Bruxos, acabou forçado a se demitir do cargo. Inaugurou a prisão de 'Azkaban' na ilha no Mar do Norte. |
| Perseu Parkinson      | 1726–1733  | Tentou aprovar um projeto de lei que tornava ilegal o casamento com trouxas. Interpretou mal o ânimo público: a comunidade bruxa, cansada do sentimento antitrouxa e querendo paz, votou por sua saída na primeira oportunidade. |
| Eldrich Diggory       | 1733-1747  | Um dos mais eficientes Ministros na história; possuía, segundo Garrick Ollivander, uma varinha de choupo. O primeiro a estabelecer um programa de recrutamento para aurores. Morreu durante o mandato (por varíola de dragão). Durante o seu governo, ocorria no mundo trouxa a Guerra de Sucessão Austríaca. |
| Alberto Boot          | 1747–1752  | Amigável, mas inepto. Demitiu-se após uma revolta dos duendes mal administrada. |
| Basílio Flack         | 1752–1752  | Ministro com menor tempo de serviço. Durou dois meses; demitiu-se depois que os duendes uniram forças com os lobisomens. |
| Hefesto Gore          | 1752–1770  | Gore foi um dos primeiros aurores. Teve sucesso em sufocar uma série de revoltas de seres mágicos, mas os historiadores acreditam que sua recusa em estabelecer programas de reabilitação para lobisomens acabou produzindo mais ataques. Renovou e reforçou a prisão de Azkaban. Durante o seu governo, ocorreu no mundo trouxa a Guerra dos 7 Anos. |
| Maximiliano Crowdy    | 1770–1781  | Pai de nove filhos, Crowdy foi um líder carismático que erradicou vários grupos de puros-sangues que planejavam ataques aos trouxas. Sua morte misteriosa durante o mandato foi tema de vários livros e teorias da conspiração. Durante o seu governo, ocorreu no mundo trouxa a Revolução Americana. |
| Porteu Knatchbull     | 1781–1789  | Chamado secretamente em 1782 pelo Primeiro Ministro trouxa da época, Lord North, para ver se podia ajudá-lo com a crescente instabilidade mental do rei Jorge III. Espalhou-se a notícia de que Lord North acreditava em bruxos, forçando-o a deixar o posto após uma moção de censura. Durante o início de seu governo, no mundo trouxa a Revolução Americana estava em seus anos finais. |
| Unctuous Osbert       | 1789–1798  | Visto como tremendamente influenciado por bruxos de sangue puro com riqueza e status. Ministro fortemente influenciado na sua política pelos interesses da família Malfoy; contemporâneos afirmavam que o Ministro era pouco mais do que uma marioneta nas mãos de Septimus Malfoy, um influente oficial do Ministério. Durante o seu governo, ocorria no mundo trouxa a Revolução Francesa. |
| Artemisia Lufkin      | 1798–1811  | Primeira mulher a dirigir o Ministério da Magia. Estabeleceu o Departamento de Cooperação Internacional em Magia e fez grande lobby até conseguir um torneio da Copa Mundial de Quadribol na Grã-Bretanha durante seu mandato. Durante o seu governo, ocorria no mundo trouxa as Guerras Napoleônicas |
| Grogan Stump          | 1811–1819  | Ministro da Magia muito popular, fã apaixonado de Quadribol (Tutshill Tornados), estabeleceu o Departamento de Jogos e Esportes Mágicos e conseguiu definir uma legislação diferenciando feras e seres mágicos, algo que há muito tempo era fonte de dissensões. Dedicou-se principalmente à nomenclatura dos monstros e dos seres e criou as três divisões do Departamento de Regulação e Controle das Criaturas Mágicas: dos Seres, dos Monstros e dos Espíritos. Durante o seu governo, no mundo trouxa as Guerras Napoleônicas chegavam ao fim. |
| Josefina Flint        | 1819–1827  | Revelou durante seu mandato um insalubre preconceito contra trouxas. Antipatizava com as novas tecnologias trouxas da Revolução Industrial como o telégrafo, que, segundo ela, interferiam no devido funcionamento das varinhas. |
| Ottaline Gambol       | 1827–1835  | Muito mais progressista, Gambol estabeleceu comitês para investigar a capacidade intelectual dos trouxas que, naquele período do Império Britânico, parecia ser muito maior do que alguns bruxos acreditavam. Responsável pela instauração do Expresso de Hogwarts. |
| Radolfo Lestrange     | 1835–1841  | Reacionário que tentou fechar o Departamento de Mistérios – que o ignorou. Acabou se demitindo devido à saúde precária, mas dizem vários rumores que foi por incapacidade para lidar com as pressões do cargo. Durante o seu governo, ocorria no mundo trouxa a Guerra do Ópio. |
| Hortênsia Milliphutt  | 1841–1849  | Apresentou mais leis do que qualquer outro ministro no poder, muitas delas úteis, algumas enervantes (relativas à agudeza das pontas dos chapéus, entre outras), que por fim levaram à sua derrocada política. |
| Evangeline Orpington  | 1841–1849  | Apresentou mais leis do que qualquer outro ministro no poder, muitas delas úteis, algumas enervantes (relativas à agudeza das pontas dos chapéus, entre outras), que por fim levaram à sua derrocada política. |
| Evangeline Orpington  | 1849–1855  | Amiga querida da Rainha Vitória, que nunca soube ser ela uma bruxa, quanto mais Ministra da Magia. Acredita-se que Orpington utilizou (ilegalmente) magia para intervir na Guerra da Crimeia. Uma Ministra muito celebrada; possuía, segundo Garrick Ollivander, uma varinha de choupo. Foi a responsável pela construção da Plataforma 9¾ (Nove-e-Três-Quartos), na Estação de King's Cross. |
| Priscilla Dupont      | 1855–1858  | Desenvolveu um rancor irracional pelo Primeiro Ministro trouxa, Lord Palmerston, a ponto de lhe causar muitos problemas (moedas que se transformavam em ova de sapo no bolso do casaco etc.) e ser forçada a deixar o cargo. Ironicamente, Palmerston foi forçado pelos trouxas a deixar o cargo dois dias depois. Durante o seu governo, ocorreu no mundo trouxa a Revolta Indiana de 1857. |
| Dugald Mcphail        | 1858–1865  | Um sujeito confiável. Enquanto o parlamento trouxa passava por um período de notável agitação, o Ministério da Magia conhecia um período de agradável calmaria. Ex-aluno de Hogwarts, membro da Lufa-Lufa. Ministro que instaurou o Nôitibus Andante em 1865. |
| Faris Spavin          | 1865–1903  | Ministro da Magia que serviu por mais tempo, foi também o mais prolixo; sobreviveu a uma 'tentativa de assassinato' (chute) de um centauro, ressentido com o infame final da piada sobre "um centauro, um fantasma e um anão que entram num bar". Compareceu ao funeral da Rainha Vitória com chapéu e polainas de almirante, momento em que o Wizengamot sugeriu gentilmente que estava na hora de ele deixar o cargo (Spavin tinha 147 anos quando deixou o posto). |
| Venúsia Crickerly     | 1903–1912  | Segunda ex-auror a ocupar o cargo. Considerada competente e amistosa, Crickerly morreu em um bizarro acidente de jardinagem (envolvendo mandrágoras). |
| Archer Evermonde      | 1912–1923  | No cargo durante a Primeira Guerra Mundial dos trouxas, Evermonde aprovou leis de emergência proibindo bruxas e bruxos de se envolverem, para prevenir o risco de infrações em massa ao Estatuto Internacional de Sigilo. Milhares o desafiaram, ajudando os trouxas como puderam. |
| Lorcan Mclaird        | 1923–1925  | Bruxo talentoso, mas político improvável, McLaird era um homem incrivelmente taciturno, que preferia se comunicar por monossílabos e expressivas baforadas de fumaça, produzidas com a ponta da varinha. Forçado a sair do posto por causar verdadeira irritação com suas excentricidades. |
| Hector Fawley         | 1925–1939  | Sem dúvida eleito por ser muito diferente de McLaird, o exuberante e vistoso Fawley não levou muito a sério a ameaça apresentada à comunidade bruxa mundial por Gellert Grindelwald. Fawley não considerou seriamente a ameaça de Grindelwald à comunidade mágica mundial e como resultado foi deposto do cargo de Ministro da Magia. |
| Leonardo Spencer-Moon | 1939–1948  | Foi ministro da magia durante a Segunda Guerra Mundial dos trouxas. Foi um ministro sensato que fez carreira dentro do Ministério, tendo começado como copeiro no Departamento de Acidentes e Catástrofes Mágicas. Supervisionou um período de grande conflito internacional para bruxos e trouxas. Tinha uma boa relação de trabalho com o Primeiro-Ministro britânico trouxa, Winston Churchill. Foi em seu governo que Gellert Grindelwald foi derrotado e aprisionado por Albus Dumbledore. |
| Wilhelmina Tuft       | 1948–1959  | Bruxa jovial que presidiu um agradável período de paz e prosperidade. Morreu no cargo após descobrir, tarde demais, sua alergia a doce de aliquente. |
| Ignatius Tuft         | 1959–1962  | Filho da ministra anterior. Um linha-dura que aproveitou a popularidade da mãe para ganhar a eleição. Prometeu instituir um controverso e perigoso programa de procriação de dementadores e foi obrigado a deixar o cargo. |
| Nobby Leach           | 1962–1968  | Primeiro Ministro da Magia nascido trouxa, sua indicação causou consternação na velha guarda (puro-sangue); muitos abandonaram seus cargos no governo em protesto. Leach sempre negou qualquer envolvimento com a vitória da Inglaterra na Copa do Mundo de 1966. Deixou o poder após contrair uma doença misteriosa (as teorias conspiratórias são abundantes). |
| Eugenia Jenkins       | 1968–1975  | Jenkins enfrentou com competência os tumultos causados pelos puros-sangues durante as marchas pelos Direitos dos Abortos, no fim dos anos sessenta, mas logo foi confrontada com a primeira ascensão de Lord Voldemort. Foi destituída do posto por ser vista como inadequada para o desafio. |
| Harold Minchum        | 1975–1980  | Foi Ministro durante a Primeira Guerra Bruxa. Visto como linha-dura, apesar de reforçar a segurança do mundo bruxo e colocou ainda mais dementadores ao redor de Azkaban, mas foi incapaz de conter o que parecia uma incontrolável ascensão de Voldemort ao poder. |
| Millicen Bagnold      | 1980–1990  | Foi selecionada para a Ravenclaw (Corvinal) durante seus estudos em Hogwarts. Se tornou Ministra da Magia no fim da Primeira Guerra Bruxa. Ministra altamente capacitada, seu mandato teve início um ano antes da queda de Voldemort em Godric's Hollow e sob seu comando os Aurores foram responsáveis pela captura de diversos Comensais da Morte; Teve que responder à Confederação Internacional de Bruxos pelas inúmeras quebras do Estatuto Internacional de Sigilo no dia e na noite seguintes ao ataque de Lord Voldemort a Harry Potter, que sobreviveu. Isentou-se de maneira magnífica, com palavras agora consideradas infames: "Reafirmo nosso direito inalienável de celebrar", que arrancou vivas de todos os presentes. Durante o seu governo, ocorreu no mundo trouxa a Guerra das Malvinas. Ele se aposentou em 1990 e é considerada um(a) dos maiores Ministros(as) do século XX. |
| Cornelius Fudge       | 1990–1996  | Um político de carreira por demais afeiçoado à velha guarda. Foi o Ministro cujo mandato coincidiu com a ascensão de Voldemort, a persistência em negar a ameaça que Lord Voldemort representava acabou lhe custando o emprego, acabou saindo do cargo em 1996, após a Batalha do Departamento de Mistérios, na qual foi provado o retorno de Voldemort. |
| Rufus Scrimgeour      | 1996–1997  | Terceiro ex-auror a ganhar o cargo, foi promovido de Chefe dos Aurores para Ministro após o afastamento de Fudge. Em 1º de agosto de 1997 foi assassinado no golpe que deixou o Ministério da Magia nas mãos de Voldemort e seus seguidores. |
| Pius Thicknesse       | 1997–1998  | Omitido da maioria dos registros oficiais pois esteve sob controle da Maldição Imperius durante todo o tempo de mandato, inconsciente de qualquer ato cometido, foi estrategicamente nomeado Ministro da Magia a mando de Lord Voldemort para ser usado como fantoche, foi nomeado em 1º de agosto de 1997. Foi assassinado em 2 de maio de 1998, pelo próprio Voldemort. |
| Kingsley Shacklebolt  | 1998-2019  | Foi um Auror do alto escalão, sendo notável na captura dos Comensais da Morte e dos partidários de Lord Voldemort após sua morte. Inicialmente nomeado "ministro interino", Shacklebolt depois foi eleito para o cargo, em 2 de maio de 1998. |
| Hermione Granger      | 2019-atual | Hermione alcançou rapidamente uma posição elevada no Ministério da Magia. Primeiro trabalhou no Departamento de Regulamentação e Controle das Criaturas Mágicas. Lá, ela continuou seu trabalho com o FALE (Fundo de Apoio à Libertação dos Elfos Domésticos), em favor dos direitos dos seres não-humanos, como elfos domésticos. Ela então passou a se tornar a Chefe-Adjunta do Departamento de Execução das Leis Mágicas, e ajudou o Ministro da Magia Kingsley Shacklebolt a erradicar as antigas leis em favor dos "puros-sangues". |

Pouco se sabe sobre os Ministros da Magia de outros países. O único que fora de fato mencionado nos livros foi um ministro búlgaro. Fudge apresentou-o a Harry durante a Copa Mundial de Quadribol, em Harry Potter e o Cálice de Fogo, embora não soubesse pronunciar seu nome de forma correta: primeiro referiu-se a ele como Oblansk e, depois, como Obalonsk. Fora ele, nenhum outro Ministro, senão os da Inglaterra, foi sequer mencionado nos livros. No filme Fantastic Beasts and Where to Find Them é revelado que o orgão equivalente ao Ministério da Magia nos Estados Unidos seria o Congresso Mágico dos Estados Unidos da América.

### Funcionários do Ministério
Bartolomeu Crouch (também conhecido como Bartolomeu Crouch Sr, Bartô Crouch , ou Bartemius "Barty" Crouch , em Inglês), foi chefe do Departamento de Execução das Leis da Magia, antes dos acontecimentos do primeiro livro, quando Voldemort ascendeu ao poder pela primeira vez.

#### Ludovic Bagman
Ludovic (mais conhecido como Ludo Bagman) foi um grande batedor no Wimbourne Wasps e na seleção da Inglaterra. Bagman foi levado a julgamento, acusado de estar passando informações para Comensais da Morte, mas foi inocentado. Anos depois, conseguiu o emprego de Chefe da Seção de Jogos e Esportes Mágicos e permaneceu neste cargo até o fim do Torneio Tribruxo. Tem vício por apostas e perdeu muito dinheiro por causa disso.

#### Bertha Jorkins
Bertha Jorkins foi aluna de Hogwarts na mesma época de Sirius Black e James Potter. Sirius descreveu-a como "idiota", "bisbilhoteira" e "desmiolada". Mais tarde, ela entrou para o Ministério, onde trabalhou com Bartolomeu Crouch. Por acaso, Bertha acabou descobrindo que o Filho de Crouch, Crouch Jr., o qual todos pensavam estar morto, estava vivo e sob a proteção de seu pai. Quando Bertha resolveu ameaçá-lo, ele lançou nela um feitiço de memória tão poderoso, que destruiu para sempre sua memória. Bertha foi capturada por Rabicho e levada até Voldemort no verão de 1994, quando foi torturada até dar todas as informações que sabia sobre o Torneio Tribruxo e sobre Crouch Jr. Depois foi morta por Voldemort em pessoa, antes dos acontecimentos de Harry Potter e o Cálice de Fogo.

#### Dolores Jane Umbridge
Subsecretária sênior do ministro que, por ordem de Fudge, virou professora de Defesa Contra as Artes das Trevas e Alta-Inquisidora de Hogwarts em Harry Potter e a Ordem da Fênix. Ao ser atacada por centauros, enlouqueceu.

#### Millicent Bagnold
Era o Ministro na queda de Voldemort na Primeira Guerra bruxa. Após a noite em que Harry Potter sobreviveu ao ataque em Godric's Hollow, ele defendeu o direito dos bruxos comemorarem em frente ao Conselho, durante o primeiro livro da série.

#### Cornélio Fudge
Ministro da Magia, autoridade máxima do Ministério da Magia. Antes de ser promovido, trabalhava no Departamento de Jogos e Esportes Mágicos. Foi promovido a ministro pouco depois da queda de Voldemort, apesar do povo bruxo pensar que Dumbledore era mais indicado para o serviço. (Dumbledore já ocupava o cargo de diretor de Hogwarts, recusando o pedido.)

#### Rufus Scrimgeour
Rufus Scrimgeour,um Auror de grande experiência e capacidade, dirigia o escritório dos aurores no Ministério da Magia. Quando Lord Voldemort se revelou vivo e ativo outra vez, Cornelius Fudge, que havia insistido durante o ano anterior inteiro que Voldemort não havia retornado, foi forçado a pedir demissão e seu lugar foi ocupado por Rufus Scrimgeour.

#### Alastor Moody
Conhecido como Olho-Tonto Moody, Alastor é um grande auror (talvez o mais famoso) e encheu metade das celas de Azkaban. Ele afirma nunca ter matado seu alvo, mesmo quando autorizado, a menos que ele não tivesse outra escolha. Seu rosto é coberto de cicatrizes e perdeu várias partes do corpo enquanto lutava com bruxos das trevas, como seu olho esquerdo, parte do nariz, e a perna esquerda (por isso anda mancando e usa uma bengala). Moody é cauteloso - alguns diriam "paranóico" -, ele se recusa a beber ou comer qualquer coisa que não tenha sido preparada por ele mesmo. Seu olho mágico gira 360 graus e vê através de paredes, portas, objetos mágicos e da parte traseira de sua cabeça. Olho-Tonto morre em Harry Potter e as Relíquias da Morte, Lord Voldemort o ataca após Moody ser abandonado por Mundungo Fletcher, e Moody 'despenca para a morte'. Harry enterra seu olho na base de uma velha árvore, em sua memória.

#### Arthur Weasley
Pai de Rony e mais 6 filhos, dirigia a Seção de Controle do Mau Uso dos Artefatos dos Trouxas. Depois de Voldemort retornar, foi promovido a chefe da Seção para Detecção e Confisco de Feitiços Defensivos e Objetos de Proteção Forjados, com 10 subordinados. A seção foi criada para enfrentar os problemas surgidos com a volta de Voldemort.

### Localização
O Ministério da Magia fica em Londres, Inglaterra.
A entrada de visitantes do Ministério fica dentro de uma cabine telefônica no centro de Londres, onde, para entrar, você primeiro pega o telefone e disca o nùmero 62442 (teclas correspondentes às letras M-A-G-I-A) e, ao ouvir a voz da atendente, se identifica com seu nome e diz o motivo de sua visita. Após isso você receberá um crachá de visitante e a cabine telefônica afunda pelo chão adentro, levando à parte interna das instalações do Ministério.
Ao sair da cabine telefônica, se está de frente para um grande hall com um piso muito bem polido de madeira escura, o teto é azul-esverdeado com vários símbolos dourados e brilhantes que se movem mudando de posição, como um enorme quadro de avisos no céu, as paredes de cada lado tem painéis de madeira enegrecida brilhante e várias chaminés com bordas douradas.
No meio do hall existe uma fonte, e um grupo de estátuas douradas, maiores que o tamanho natural ficam no meio do círculo de água. O maior de todos, é um bruxo de nobre olhar apontando sua varinha para o céu, ao seu lado uma bela bruxa, um centauro, um duende e um elfo doméstico, os últimos três olham como que adorando os bruxos. (Essa fonte foi destruída na ocasião da batalha no departamento de mistérios).

### Departamentos e encarregados
São sete os departamentos do Ministério, sendo que o Departamento de Execução das Leis da Magia é o maior de todos. É como se os outros fossem interligados a ele (com exceção do Departamento de Mistérios).
De acordo com a edição brasileira do livro Harry Potter e a Ordem da Fênix, no dia da audiência de Harry no ministério, ele e Arthur Weasley entram na cabine telefônica e no Átrio tomam o elevador que, vai nomeando os andares ou níveis (página 108), começando pelo nível sete e continuando em ordem decrescente.
De modo que, eles desceram, estavam no nível dois, no escritório do Sr. Weasley mas como a audiência havia sido transferida para o velho Décimo Tribunal, tiveram que tomar o elevador e ir até o nível nove para então descer pelas escadas até o nível dez. Portanto a cabine telefônica deve levar os visitantes até o Átrio e acima dele estão os andares do 7 até o 1. Abaixo do Átrio devem ficar os níveis 9 pelo elevador e o 10 pela escada (sendo o Átrio o nível 8).
No sétimo nível -  fica o Departamento de Jogos e Esportes Mágicos, incluindo a Sede das Ligas Britânica e Irlandesa de Quadribol, o Clube de Bexiga Oficial e a Seção de Patentes Absurdas. — chefe Ludovico Bagman.
Era onde trabalhava Bertha Jorkins (assassinada por Voldemort)
Esse departamento existe desde 1750.
Foi o departamento responsável pela organização da Copa Mundial de Quadribol e pelo Torneio Tribruxo.
No sexto nível - fica o Departamento de Transportes Mágicos, incluindo a Autoridade da Rede de Flu, o Controle de Aferição de Vassouras, a Seção de Chaves de Portais e o Centro de Testes de Aparatação. — chefe desconhecido.
É onde trabalha Madame Edgecombe – Regulamentação da rede de Flu.
No quinto nível -  fica o Departamento de Cooperação Internacional em Magia, incluindo o Organismo de Padrões de Comércio Mágico Internacional, o Escritório Internacional de Direito em Magia e a Confederação Internacional de Bruxos, sede britânica. — chefe Bartolomeu Crouch Senior até 1995.
É onde trabalha Percy Weasley 1994-1995
Esse departamento trabalha junto aos governos mágicos de outros países.
Define regras de comércio.
Cria os regulamentos, como os padrões dos caldeirões.
Trabalhou no Torneio tribruxo.
No quarto nível -  fica o Departamento para a Regulamentação e Controle das Criaturas Mágicas, incluindo as Divisões de Feras, Seres e Espíritos, a Seção Ligação com os Duendes e o Escritório de Orientação sobre Pragas.— chefe desconhecido
Lá trabalhou ou trabalha Amos Diggory (pai de Cedrico Diggory).
No terceiro nível -  fica o Departamento de Acidentes e Catástrofes Mágicas, incluindo o Esquadrão de Reversão de Mágicas Acidentais, a Central de Obliviação e a Comissão de Justificativas Dignas de Trouxas. — chefe desconhecido
Quando Peter Pettigrew matou os trouxas (depois do assassinato dos Potters), o ministro junior era Cornelius Fudge.
No segundo nível - fica o Departamento de Execução das Leis da Magia, incluindo a Seção de Controle do Uso Indevido de Magia, o Quartel General dos Aurores e os Serviços Administrativos da Suprema Corte dos Bruxos. — chefe Amélia Bones até julho de 1996
Durante os anos sombrios em que Voldemort aterrorizou a comunidade bruxa, o chefe desse departamento era Bartolomeu Crouch Sênior.
Arthur Weasley é o chefe da seção de Mau Uso dos Artefatos dos Trouxas até julho de 1996. Quando Rufus Scrimgeour se torna Ministro, Arthur passa a chefiar uma seção com dez funcionários, responsável pela Detecção e Confisco de Feitiços Defensivos e Objetos de Proteção Forjados.
Foi de lá que saiu o berrador enviado por Mafalda Hopkirk avisando que foi detectado uso do feitiço do Patrono, que foi lançado por Harry para se salvar quando estava junto a Duda Dusley, no quinto livro. Trabalham aqui Mafalda Hopkirk e Hermione Granger, que se tornou uma voz ativa no fim das leis opressoras dos nascidos-trouxa.
No primeiro nível - fica o gabinete do ministro da magia e os gabinetes do pessoal de apoio.
É neste andar que se encontra o gabinete de Dolores Umbridge no 7º livro quando ela é directora da comissão de registo dos nascidos trouxas. Harry vai ao gabinete dela procurar o medalhão de Salazar Slytherin.
No oitavo nível  - fica o Átrio.
É onde a vista do nível do solo (pista) é mais interessante.
No nono nível - fica o Departamento de Mistérios — chefe desconhecido
É onde trabalham os inomináveis. Bode que faleceu em janeiro de 1996 era um deles, outro é Croaker.
Sabemos que ali existem diversas salas para estudo dos mistérios. São elas:
- Sala Circular
- Sala dos Cérebros
- Sala da Morte (sala do Véu)
- Sala do Tempo
- Escritório
- Hall das Profecias.

No décimo nível - fica o Velho Décimo Tribunal
A suprema corte dos bruxos fica numa masmorra. O décimo tribunal fica no nível 10 do Ministério (porque Harry e Arthur vão de elevador até o nove e descem um andar pelas escadas pág. 113 edição brasileira do livro cinco).
Os membros da suprema corte dos bruxos, mais ou menos cinquenta pessoas, usam vestes cor de ameixa com um W bordado em fio de prata do lado esquerdo do peito.

## Prisão de Azkaban
Azkaban é a prisão do universo Harry Potter. Nos livros de Harry Potter, é a prisão dos bruxos que mais parece uma fortaleza.
Ela tem inúmeras salas.
Está situada, conforme dito no livro seis, numa ilha cercada pelas águas congelantes do Mar do Norte. É chamada também de Fortaleza de Azkaban. É uma prisão de segurança máxima para onde são enviados os criminosos do mundo mágico.
A imagem que os livros passam é de um lugar frio e sombrio. Seus guardas são os dementadores. Em Azkaban, o prisioneiro perde toda a alegria, a fé, a confiança e a vontade de viver, tudo é sugado pelos dementadores sendo quase impossível que alguém sobreviva nessa prisão. Em geral os prisioneiros morrem em poucas semanas.
Sirius Black só não enlouqueceu na prisão porque era animago, e transformava seus pensamentos humanos em animais - o que também possibilitou sua fuga, já que os dementadores só detectam sentimentos humanos, além de que não enlouqueceu pelo fato de se considerar inocente, um sentimento não tanto feliz, não sendo muito afetado pelos dementadores.
Muitos personagens, como Sirius e Bellatrix Lestrange, estiveram em Azkaban. Por exemplo: Barty Crouch Jr., Rodolfo Lestrange que enlouqueceu os pais de Neville Longbottom usando a Maldição Cruciatus. Até mesmo Hagrid em uma ocasião foi levado para lá.
São prisioneiros permanentes os criminosos sem recuperação e os Dementadores - que, apesar de guardas, foram totalmente banidos do convívio com os demais seres.
No livro número cinco ficamos sabendo que os dementadores se revoltaram e permitiram a fuga de dez perigosos Comensais da Morte. No sexto volume quem está em Azkaban é Lúcio Malfoy.

### Prisioneiros Principais
| Prisioneiro         | Situação atual                                                                                   | Crime                                                                               |
| ------------------- | ------------------------------------------------------------------------------------------------ | ----------------------------------------------------------------------------------- |
| Avery               | preso                                                                                            | Ataque ao Ministério                                                                |
| Sirius Black        | Fugitivo (apenas quando os Dementadores guardavam Azkaban); morto, Inocentando após a sua morte. | Suposto Assassinato de Peter Pettigrew e mais 12 trouxas inocentes.                 |
| Crabbe              | Preso                                                                                            | Ataque ao Ministério                                                                |
| Barty Crouch Jr.    | beijado por um dementador após assumir o posto de Alastor 'Olho Tonto' Moody'                    | Tortura contra Frank e Alice Longbottom.                                            |
| Antonio Dolohov     | Recapturado depois da fuga em massa de 1996                                                      | Assassinato de Gideon and Fabian Prewett; preso novamente após ataque ao Ministério |
| Mundungo Fletcher   | Preso                                                                                            | Contrabando de materiais mágicos ilegais e passou-se por Inferius durante um roubo  |
| Rubeus Hagrid       | Livre                                                                                            | Suspeito de haver aberto a Câmara Secreta (inocentado)                              |
| Jugson              | Preso                                                                                            | Ataque ao Ministério                                                                |
| Bellatrix Lestrange | Livre desde a fuga em massa de 1996. Morta.                                                      | Tortura contra Frank e Alice Longbottom.                                            |
| Rabastan Lestrange  | Fugitivo recapturado depois da fuga em massa de 1996                                             | Tortura contra Frank e Alice Longbottom; novamente preso pelo ataque ao Ministério. |
| Rodolfo Lestrange   | Fugitivo recapturado depois da fuga em massa de 1996                                             | Tortura contra Frank e Alice Longbottom; novamente preso pelo ataque ao Ministério. |
| Lucius Malfoy       | Fugitivo, após retorno de Voldemort                                                              | Ataque ao Ministério                                                                |
| Walden Macnair      | Preso                                                                                            | Ataque ao Ministério                                                                |
| Mulciber            | Fugitivo recapturado depois da fuga em massa de 1996                                             | Originalmente preso após a primeira guerra; preso de novo por ataque ao Ministério  |
| Nott                | Preso                                                                                            | Ataque ao Ministério                                                                |
| Stanislau Shunpike  | Fugitivo, após retorno de Voldemort                                                              | Condenado por suspeita de envolvimento com Voldemort.                               |
| Augusto Rookwood    | Fugitivo recapturado depois da fuga em massa de 1996                                             | Espionagem ao Ministro; preso novamente por Ataque ao Ministério                    |
| Dolores Umbridge    | Presa após Quim (Kingsley) virar Ministro da Magia                                               | Crimes contra nascidos trouxas                                                      |

## Travessa do Tranco
A Travessa do Tranco (Brasil) ou Rua Bativolta (Portugal) é uma alameda suja cujas lojas são dedicadas a tudo aquilo que diz respeito às Artes das Trevas. Para chegar lá deve-se dobrar a rua quase em frente ao Banco Gringotes.
Os bruxos de bem não freqüentam essa parte do Beco Diagonal, porque ali tudo é ligado ao mal, mas no livro Harry Potter e a Câmara Secreta o próprio Harry foi parar lá, justamente na loja Borgin & Burkes.  Esse episódio aconteceu quando ele tomou o Pó de Flu pela primeira vez e foi parar na lareira da loja.
Quem quer comprar cabeças encolhidas, aranhas vivas, gigantescas, velas envenenadas vai encontrar por ali com certeza, em alguma loja. Inclusive há uma bruxa que fica na alameda vendendo unhas humanas e Hagrid sabe de alguém que vende Repelente para lesmas carnívoras (ou era apenas uma desculpa porque lesmas carnívoras não comem repolhos).

## Borgin & Burkes
Borgin & Burkes é a principal loja a ser mencionada porque além de ser a maior delas, localizada no número 13B, tem muitas ligações com toda a história. Em Harry Potter e a Câmara Secreta, Harry vai parar naquele lugar horroroso por engano. Foi fundada por Caractacus Burke, descrito como um homem baixinho com um cabelo emaranhado que cobria seus olhos; e Borgin, um homem escorregadio, adulador e de voz baixa. Burke foi o homem que pagou apenas 10 Galeões no colar de Mérope Gaunt mãe de Tom Riddle, mesmo sabendo que seu preço era incalculável e que ela precisava muito de dinheiro. Foi o mesmo Burke quem deu o primeiro emprego a Tom Riddle, quando este acabou os estudos, e não era apenas de um simples vendedor. Ele deveria persuadir as pessoas a entregarem seus tesouros para a loja vender. No dia em que Harry foi parar lá, ele viu um pouco do mostruário da loja que continha uma mão murcha sobre uma almofada (a Mão da Glória), um baralho manchado de sangue e um olho de vidro arregalado. Máscaras diabólicas, uma variedade de ossos humanos, instrumentos pontiagudos enferrujados. O colar de opalas, que é mencionado no livro seis, já aparece na loja nesse dia. Nesse dia quem entrou na loja foram os Malfoy, pai e filho querendo vender alguma coisa, certamente nada de bom.
No livro seis, a Borgin & Burkes é mencionada pelo fato importantíssimo de conter o outro Armário Sumidouro (Brasil) / Armário de Desaparição (Portugal) (no original Vanishing Cabinet) que faz par com aquele que está em Hogwarts, e que, consertado, permitiu que os Comensais da Morte (Brasil) / Devoradores da Morte (Portugal) entrassem em Hogwarts.

## Banco Gringotes
O Gringotts Bank (Banco Gringotes no Brasil e Banco Gringotts em Portugal) é o banco, com filiais em vários países, usado pela comunidade mágica da série Harry Potter. Ele fica num edifício de mármore branco, localizado no Beco Diagonal Hagrid diz, em Harry Potter e a Pedra Filosofal, que é o único banco dos bruxos ("Este é o lugar mais seguro para se guardar dinheiro, ouro ou documentos e quem sabe outros valores")
“ Gringotes é o lugar mais seguro do mundo para guardar qualquer coisa que você quer que fique segura – com exceção talvez de Hogwarts.” (Editora Rocco)
“ Gringotts é o lugar mais seguro do mundo para guardar seja o que for; com excepção talvez de Hogwarts.” (Presença)
Esse banco é administrado pelos duendes e seus cofres se localizam centenas de quilômetros sob o solo. Inclusive existe uma lenda (ou verdade) que os guardiões dos cofres de segurança subterrâneos são dragões.
Ao se aproximar do prédio você encontra portas de bronze muito polidas, onde um duende fica de guarda, usando um uniforme vermelho e dourado. Após essa porta há um hall de entrada com mais dois duendes de guarda e portas de prata onde a seguinte poesia está gravada:
| Entrem, estranhos, mas prestem atenção Ao que espera o pecado da ambição, Porque os que tiram o que não ganharam Terão é que pagar muito caro, Assim, se procuram sob o nosso chão Um tesouro que nunca enterraram, Ladrão, você foi avisado, cuidado, Pois vai encontrar mais do que procurou. (Editora Rocco) | Entra estranho, mas tem cuidado A avidez é um pecado E os que levam sem querer merecê-lo Um dia terão de perdê-lo. Se buscas, pois, no nosso chão O tesouro que pertence aos que dão, Podes achar, ladrão, cuidado Mais que o tesouro, estás avisado. (Editorial Presença) |

Atravessando essas portas você desemboca num grande saguão de mármore. Lá, existem mais de cem duendes sentados em bancos altos atrás de um longo balcão, escrevendo em grandes livros-caixas, pesando moedas em balanças de latão, examinando pedras preciosas com óculos de joalheiro. Em Gringotts é possível fazer câmbio, trocar dinheiro de trouxas por dinheiro de bruxos.
Nesse saguão há um grande número de portas, todas guardadas por duendes, que acompanham as pessoas que entram ou saem. Ultrapassando essas portas, nada mais de mármore, e sim passagens estreitas de pedras, na descendente, iluminadas por archotes, que levam aos cofres no subsolo. Um duende serve de guia nesse labirinto, pilotando um vagonete que ele chama com um assobio. Na verdade parece que o vagonete anda sozinho e em alta velocidade.
Os cofres, que são mais de setecentos, podem ser abertos de várias maneiras. Os comuns usam uma chave pequena. Os de alta segurança possuem encantamentos nas portas e não têm fechaduras. O cofre de onde Hagrid tirou a pedra filosofal, por exemplo, pertence a Dumbledore, seu número é 713 e foi aberto com magia. O duende alisou a porta com seu dedo comprido e ela se dissolveu mas, se alguém que não fosse um duende de Gringotts tentasse fazer isso, seria engolido pela porta e ficaria preso lá dentro.
O cofre de Sirius Black tem o número 711 e o de Harry é o 687.
Um dos funcionários mais conhecidos do Gringotes é Bill Weasley que trabalhava no Egito, quebrando maldições de lugares como as pirâmides, para recuperar tesouros para o banco. Quando regressa para ajudar na luta contra Voldemort, reencontra Fleur Delacour também trabalhando no Gringotts para aperfeiçoar seu inglês.
Após o retorno de Voldemort a segurança do banco foi aumentada.
Consta no site Lexicon uma explicação de onde pode ter sido criado o nome Gringotts: em inglês a palavra “ingot” significa lingote, uma barra de metal precioso.
Em Harry Potter e as Relíquias da Morte, Harry, Rony e Hermione invadem Gringotts com a ajuda do duende Grampo, em troca da Espada de Godric Gryffindor, para roubar a Taça de Helga Hufflepuff.
O dinheiro do mundo mágico
O Galeão,  os Sicles e os Nuques (ambos traduções de Lia Wyler para a edição brasileira) formam as três moedas que circulam entre os bruxos da Grã-Bretanha.  O sistema monetário é formado por essas três moedas, e também pelo banco, administrado por duendes, o Gringotes.
- O Galeão de ouro é uma moeda de ouro, que equivale a 17 sicles;
- Os sicles são moedas de prata, sendo que um sicle equivale a 29 nuques;
- Os Nuques são moedas de bronze.

A moeda bruxa nos Estados Unidos da América consiste no Dragot e Sprink. A moeda bruxa da França se chama Bezant.